# Miami Dolphins
A Miami Dolphins amerikaifutball-csapat az Amerikai Egyesült Államokban, a floridai Miamiban, amely az NFL American Football Conference (AFC) konferenciájának keleti csoportjában (AFC East) játszik.

## Története

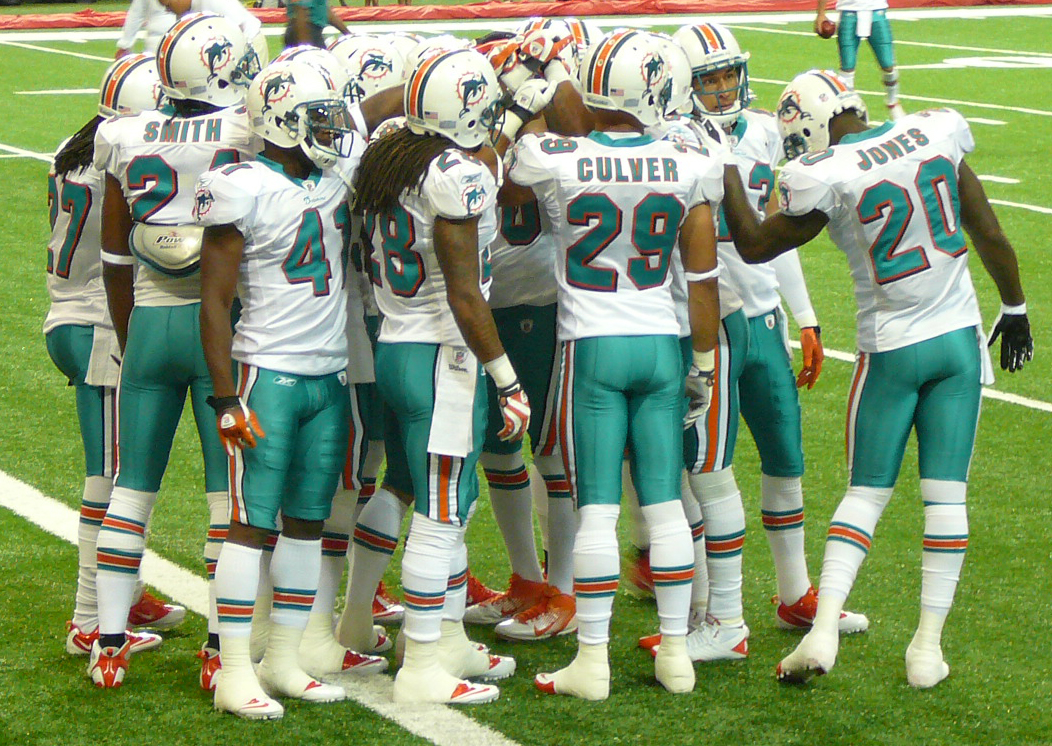
A Dolphins fogadkozása (Chris J. Nelson fotója)

A csapat alakításának gondolata Joseph Robbie minneapolisi ügyvéd fejében fogant meg, aki Danny Thomas színész üzlettársával 1965 tavaszán, Miami polgármesterével való egyeztetést követően adta be kérelmét. Az indítvány találkozott az AFL bővítési terveivel, és a testület engedélyezte a csapatalakítást, amit az AFL Eastern csoportjába sorolt be. Az Orange Bowl nevű stadiont (a Miami Hurricanes egyetemi csapat otthonát) a város biztosította, a „Dolphins” nevet a szurkolók szavazták meg.
A csapat az első mérkőzését 1966. szeptember 2-án játszotta az Oakland Raiders ellen, ahol a jó kezdés ellenére is kikaptak 24–13-ra. A folytatás sem volt túl sikeres, a szezont csupán 3–11-es mutatóval zárták. A mutatójuk egészen 1970-ig negatív maradt, de a csapatépítés eközben is tervszerűen folyt. Folyamatosan érkeztek a csapathoz a meghatározó játékosok: Bob Griese irányító, majd a magyar származású Larry Csonka és Jim Kiick futó, aztán Larry Little guard és Mercury Morris futó, és végül, 1970-ben, az addig a Baltimore Coltsnál (a későbbi Indianapolis Coltsnál) dolgozó, szintén magyar származású Don Shula vezetőedző is megérkezett. A csapat azonnal remek szezont produkált, 10–4-gyel, másodikként a csoportjában (ettől az évtől már az AFC konferencia East csoportjában szerepelve), bejutott a rájátszásba, ahol azonban 21–14-re kikaptak az Oaklandtól. Mindazonáltal a fejlődés egyértelmű volt, a következő három év azonban még a várakozásokat is felülmúlta.
Az 1971-es szezonban 10–3–1-es alapszakasszal zártak, megnyerték a csoportjukat, a rájátszásban 27–24-re megverték a Kansas City Chiefs csapatát, majd a Coltsot is 21–0-ra, és bejutottak a Super Bowlba, a Dallas Cowboys elleni nagydöntőt azonban ebben az évben még elvesztették.
Az 1972-es alapszakaszt kiütésszerű produkcióval nyerték 14–0-ra, a playoff első körében 20–14-re verték Cleveland Brownst, azután a Pittsburgh Steelerst 21–17-re, és ismét a nagydöntőben voltak. Az 1973. január 14-én Los Angelesben lejátszott mérkőzésen, több mint 90 000 néző előtt, a Miami 14–7-re legyőzte a Washington Redskinst. A Dolphins „világbajnok” lett, olyan 100%-os teljesítménnyel, ami azóta is NFL-rekord.  A döntő MVP-je Jake Scott védő, az év edzője Don Shula lett.
A következő, 1973-as szezont a Delfinek „csak” 14–2-re nyerték, és természetesen bejutottak a playoffba. Az első meccsen a Cincinnati Bengalst verték meg 34–16-ra, azután az Oakland Raiderst 27-10-re, a Super Bowlban pedig a Minnesota Vikings várta a csapatot. A mérkőzést a hustoni Rice stadionban játszották 1974. január 13-án, amit a Miami Dolphins fölényes biztonsággal nyert meg 24–7-re. A mérkőzés legjobbjának Larry Csonkát választották.
A csapat következő idényeiben mutatott gyengébb szereplésére természetesen rányomta a bélyegét, hogy eligazolt Csonka, Kiick és Warfield elkapó a rövid életű World Football League-be. Még simán nyerték az 1974-es idény alapszakaszát (11–3), de a rájátszásban szoros mérkőzésen, 28–26-ra kikaptak a Raiderstől. 1981-ig négyszer jutottak be a rájátszásba, de mindannyiszor vereséget szenvedtek. Ekkor azonban egy újabb fényes korszaka következett a Delfineknek.
1982-re ismét erős csapatot sikerült felépíteni, amelynek a fő erőssége a „Killer Bees” névvel illetett védelem volt. A killer bees szó szerint gyilkos méheket jelent, valójában az elnevezés onnan eredt, hogy a játékosok családneve nagyrészt B-vel kezdődött. A csapat a rájátszásban a New England Patriots (28–13), a San Diego Chargers (34–13) és a New York Jets (14–0) legyőzésével bejutott a nagydöntőbe. A pasadenai mérkőzésen Washington Redskins azonban 27–17-re győzött ellenük. 1984-ben „beállt” az előző idényben draftolt Dan Marino irányító játéka, és 14–2-vel hozták az alapszakaszt. A palyoffban 31–10-re legyőzték a Seattle Seahawkst, 45–28-ra a Pittsburgh Steelerst, de a Super Bowl – főleg a meggyengült védelem gyenge játéka miatt – megint nem sikerült: a San Francisco 49ers győzött 38–16-ra. A döntő legértékesebb játékosa ennek ellenére Dan Marino lett.
Még 1985-ben is bekerültek a rájátszásba, de ott már nem voltak sikeresek, a következő négy év pedig gyenge játékot és rossz eredményeket hozott. Az 1990-es évek ismét kiegyensúlyozottabb játékot hozott, 1990-től 2001-ig kilencszer jutottak be a rájátszásba, és ott hatszor kerültek a második fordulóba, de tovább egyszer sem. Ezt követően még 2008-ban játszottak playoff-meccset (Baltimore Ravens, 9–27), de aztán megint visszafogott szereplések következtek: 2009 és 2010: 7–9, 2011: 6–10.

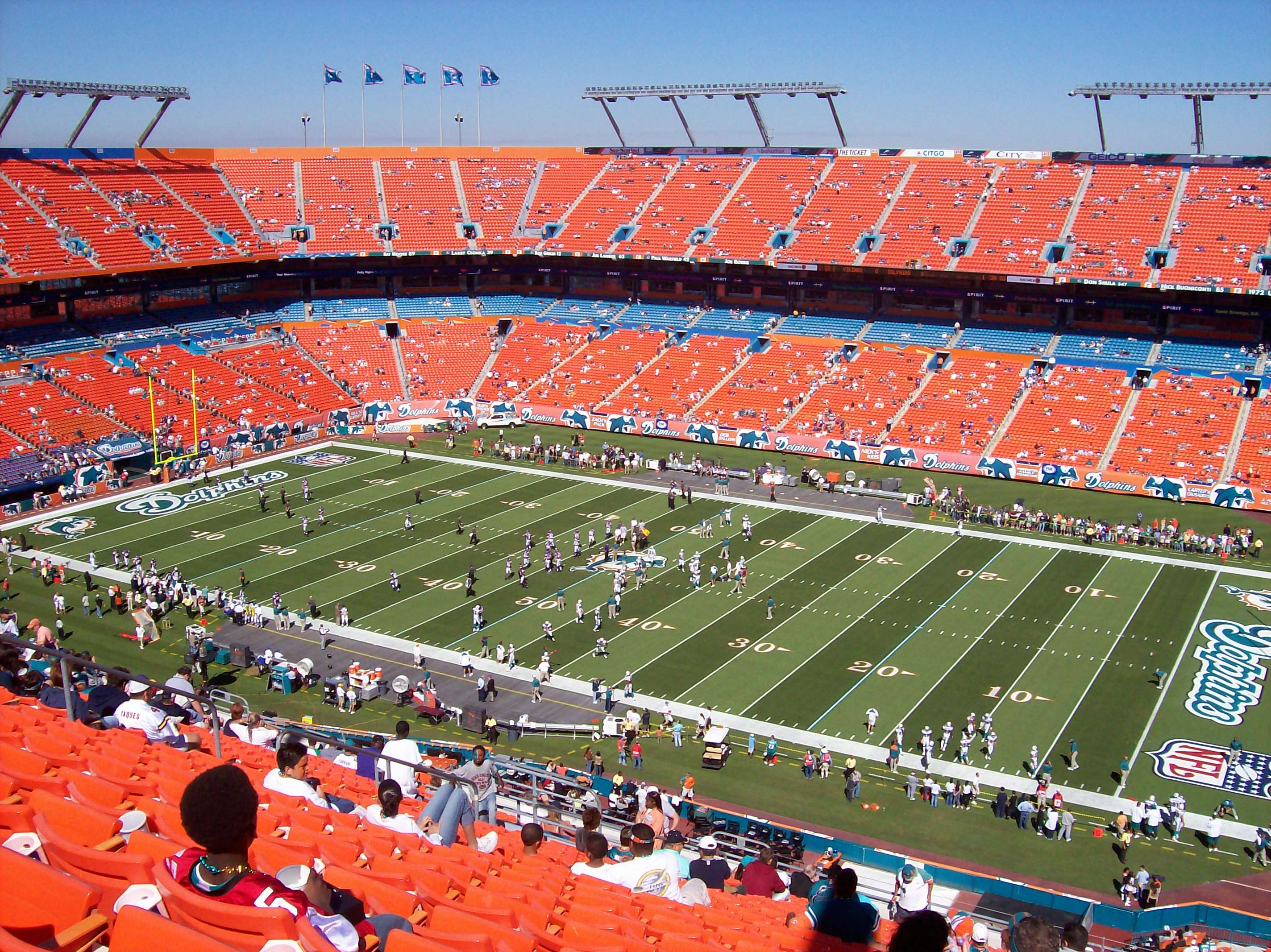
A Dolphin stadion 2007-ben